# Động đất Kani 2016
Ngày 13 tháng 4 năm 2016, một trận động đất có cường độ khoảng 6,9 độ Richter đã xảy ra tại miền bắc Myanma. Tâm chấn được xác định nằm cách thành phố Mandalay khoảng 135 km (84 mi) dặm) về phía tây bắc. Cơn địa chấn cấp VI trên thang đo Mercalli diễn ra lúc 20:25 tối giờ địa phương (khoảng 20:55 giờ Việt Nam) tại một khu vực không có người sinh sống, với độ sâu ước tính khoảng 134 km. Hãng tin Tân Hoa cho biết thời gian lưu chấn khoảng trên dưới một phút.
Vì diễn ra tại khu vực trống nên không có báo cáo thương vong nào đáng kể được ghi nhận.
Do cường độ cao như thế nên người dân tại một số vùng ở Bangladesh và Ấn Độ gần đó cũng cảm nhận được cơn chấn động. Tại Ấn Độ, ít nhất hai người chết và hơn 70 người được cho là đã bị thương do nhà cửa, công trình bị sập. Trong khi đó, 50 người ở thành phố Chittagong, Bangladesh, bị thương khi tháo chạy khỏi nhà máy gia công quần áo Ready Made Garment. Báo cáo cũng cho biết có khoảng 50 người đã bị thương khi chạy ra khỏi nhà và công sở tại thủ đô Dhaka và thành phố Sylhet miền đông bắc nước này. Chấn động cũng được cảm nhận ở miền đông và trung Nepal.